# Sullens
Sullens – miejscowość i gmina (commune) w zachodniej Szwajcarii, w kantonie Vaud, w okręgu (district) Gros-de-Vaud.

## Demografia
W Sullens mieszkają 1143 osoby. W 2021 roku 19,6% populacji gminy stanowiły osoby urodzone poza Szwajcarią. 

## Transport
Przez teren gminy przebiegają autostrady A1 i A9 oraz droga główna nr 124.